# Gugauli
Gugauli (nep. गुगौली) – gaun wikas samiti w zachodniej części Nepalu w strefie Lumbini w dystrykcie Kapilvastu. Według nepalskiego spisu powszechnego z 2001 roku liczył on 1202 gospodarstw domowych i 8698 mieszkańców (4203 kobiet i 4495 mężczyzn).